# Johnnie Wallace
Arthur Cooper Wallace, plus connu sous le nom de Johnnie Wallace, né le 5 octobre 1900 à Macksville (Australie) et décédé le 3 novembre 1975, est un joueur de rugby à XV sélectionné en équipes d'Australie puis d'Écosse au poste de trois quart aile.

## Carrière
Il dispute son premier test match avec l'Écosse le 20 janvier 1923 face à l'équipe de France et le dernier avec l'Australie également contre l'équipe de France, le 22 janvier 1928.
Johnny Wallace est un des rares joueurs ayant réussi à marquer au moins un essai lors de chaque match d'une édition du Tournoi des 5/6 Nations.
Il joue à Oxford de 1922 à 1925, et à cette occasion pour l'Écosse.
En Australie, il évolue avec l'équipe de Nouvelle-Galles du Sud, qui a été par la suite requalifiée en sélection officielle pour les Wallabies.

## Palmarès
- 8 sélections avec l'équipe d'Australie
- Ventilation par année : 1 en 1921, 2 en 1926, 3 en 1927, 2 en 1928.
- 9 sélections avec l'équipe d'Écosse
- Ventilation par année : 1 en 1923, 3 en 1924, 4 en 1925, 1 en 1926.
- Quatre Tournois des Cinq Nations disputés: Tournoi des Cinq Nations 1923, 1924, 1925, 1926.
- Grand Chelem dans le Tournoi des Cinq Nations 1925 et victoire simple en 1926.